# Мігель Хонес
Мігель Хонес Кастільйо (ісп. Miguel Jones Castillo, 27 жовтня 1938, Санта-Ізабель — 9 квітня 2020, Більбао) — іспанський футболіст, що грав на позиції нападника, насамперед за мадридський «Атлетіко», у складі якого ставав чемпіоном Іспанії і володарем Кубка володарів кубків УЄФА.

## Ігрова кар'єра
Народився в Санта-Ізабелі (нині — Малабо), на той час адміністративному центрі Іспанської Гвінеї. У дитячому віці перебрався до метрополії, де родина оселилася в Більбао. Захопився футболом і мріяв грати за місцевий «Атлетік», що було неможливо з огляду на політику клубу щодо включення до команди виключно етнічних басків.
Натомість 1956 року почав виступати за «Баракальдо», а за рік перейшов до іншого представника Країни Басків в іспанській Сегунді, клубу «Індаучу».
Після успішного сезону 1958/59, в якому гравець відзначився 15 забитими голами у 27 матчах другого іспанського дивізіону, на нього звернули увагу тренери найсильніших команд країни, і сезон 1959/60 він вже розпочав у Прімері у складі мадридського «Атлетіко». Поступово отримував дедалі більше ігрового часу, а на пік форми вийшов у сезоні 1961/62, в якому із 13-ма голами у 19 іграх Ла-Ліги став найкращим бомбардиром «Атлетіко». Того ж сезону зробив значний внесок у здобуття мадридцями Кубка володарів кубків, зокрема відкривши рахунок у грі-переграванні фіналу турніру. Наступного сезону 1962/63 вже був стабільним гравцем основного складу, утім його результативність значно впала. З 1963 року втратив місце в основному складі і протягом наступних чотирьох сезонів був гравцем запасу «Атлетіко».
Завершив ігрову кар'єру у команді «Осасуна», за яку виступав протягом 1967—1968 років.

## Подальше життя і смерть
Завершивши ігрову кар'єру, повернувся бо Більбао, де тривалий час був директором клубу «Індаучу». 2004 року чорношкірий Хонес виступив на захист свого колишнього партнера по «Атлетіко», а на той час тренера іспанської збірної Луїса Арагонеса, якого звинувачували у расизмі, навівши їх багаторічну дружбу як доказ безпідставності подібних звинувачень.
Протягом останніх років життя боровся з онкологічним захворюванням. Помер 9 квітня 2020 року на 82-му році життя у місті Більбао від ускладнень, пов'язаних з коронавірусною хворобою COVID-19.

## Статистика виступів

### Статистика клубних виступів
| Сезон             | Команда           | Чемпіонат         | Чемпіонат | Чемпіонат |
| Сезон             | Команда           | Ліга              | Ігор      | Голів     |
| ----------------- | ----------------- | ----------------- | --------- | --------- |
| 1959–60           | «Атлетіко»        | ПД                | 1         | -         |
| 1960–61           | «Атлетіко»        | ПД                | 14        | 2         |
| 1961–62           | «Атлетіко»        | ПД                | 19        | 13        |
| 1962–63           | «Атлетіко»        | ПД                | 27        | 4         |
| 1963–64           | «Атлетіко»        | ПД                | 7         | 4         |
| 1964–65           | «Атлетіко»        | ПД                | 1         |           |
| 1965–66           | «Атлетіко»        | ПД                | 9         | 5         |
| 1966–67           | «Атлетіко»        | ПД                | 2         |           |
| Усього за кар'єру | Усього за кар'єру | Усього за кар'єру | 80        | 28        |

## Титули і досягнення
- Чемпіон Іспанії (1):

«Атлетіко»: 1965-66
- Володар Кубка Іспанії (3):

«Атлетіко»: 1959-1960, 1960-1961, 1964-1965
- Володар Кубка володарів кубків УЄФА (1):

«Атлетіко»: 1961-62